# Championnat d'Espagne de football 2008-2009
Navigation
Championnat d'Espagne 2007-2008 Championnat d'Espagne 2009-2010
Le Championnat d'Espagne de football 2008-2009, dénommé Liga BBVA, est la 78e édition de la première division espagnole.
La compétition regroupe vingt clubs, dont le tenant du titre le Real Madrid, qui se rencontrent en matchs aller-retour. La Coupe Intertoto ayant vu sa dernière édition en 2008, seules six places sont qualificatives pour les compétitions européennes, la dernière place étant celle du vainqueur de la Coupe du Roi 2008-2009.
À l'issue de la saison, le FC Barcelone est sacré champion d'Espagne pour la dix-neuvième fois de son histoire.

## Qualifications en Coupe d'Europe
À l'issue de la saison, les clubs placés aux trois premières places du championnat se sont qualifiés pour la phase de groupes de la Ligue des champions 2009-2010, le club arrivé quatrième s'est quant à lui qualifié pour le tour de barrages de qualification des non-champions de cette même Ligue des champions.
Le FC Barcelone ayant remporté la Coupe du Roi, le cinquième a pris la première des trois places en Ligue Europa 2009-2010. Les deux autres places sont revenues au sixième du championnat et au finaliste de la Coupe du Roi. Il est à noter que cette dernière place ne qualifie que pour le troisième tour de qualification, et non pour les barrages comme les deux précédentes.

## Les 20 clubs participants

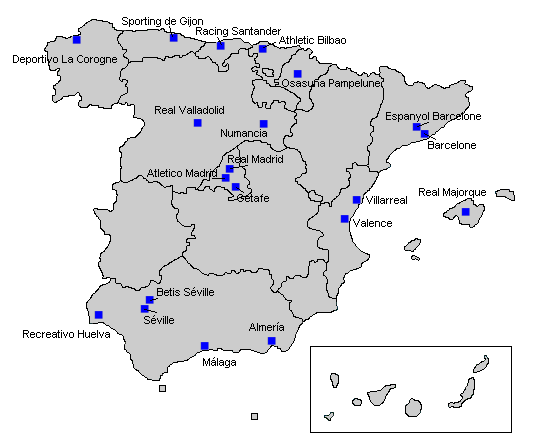
Localisation des clubs engagés dans le championnat.

| Club                   | Classement 2007-08 | Stade                         | Capacité | Ville      |
| ---------------------- | ------------------ | ----------------------------- | -------- | ---------- |
| UD Almería             | 8                  | Estadio del Mediterráneo      | 22 000   | Almeria    |
| Athletic Bilbao        | 11                 | San Mamés                     | 39 750   | Bilbao     |
| Atlético Madrid        | 4                  | Stade Vicente Calderón        | 54 851   | Madrid     |
| FC Barcelone           | 3                  | Camp Nou                      | 98 772   | Barcelone  |
| Betis Séville          | 13                 | Manuel Ruiz de Lopera         | 52 132   | Séville    |
| Deportivo La Corogne   | 9                  | Stade du Riazor               | 34 600   | La Corogne |
| Espanyol Barcelone     | 12                 | Estadi Olímpic Lluís Companys | 55 926   | Barcelone  |
| Getafe CF              | 14                 | Coliseum Alfonso Pérez        | 16 300   | Getafe     |
| Málaga CF              | 2 (LB)             | Stade La Rosaleda             | 35 530   | Malaga     |
| CD Numancia            | 1 (LB)             | Nuevo Los Pajaritos           | 9 700    | Soria      |
| Osasuna Pampelune      | 17                 | Reyno de Navarra              | 19 553   | Pampelune  |
| Racing Santander       | 6                  | El Sardinero                  | 22 400   | Santander  |
| Real Madrid            | 1                  | Santiago Bernabéu             | 80 354   | Madrid     |
| RCD Majorque           | 7                  | ONO Estadi                    | 23 142   | Majorque   |
| Real Valladolid        | 15                 | Stade José Zorilla            | 26 512   | Valladolid |
| Recreativo Huelva      | 16                 | Stade Nuevo Colombino         | 21 600   | Huelva     |
| Séville FC             | 5                  | Sánchez Pizjuán               | 45 500   | Séville    |
| Real Sporting de Gijón | 3 (LB)             | El Molinón                    | 25 885   | Gijón      |
| Valence CF             | 10                 | Mestalla                      | 55 000   | Valence    |
| Villarreal CF          | 2                  | El Madrigal                   | 23 000   | Vila-real  |

## Compétition

### Pré-saison
La Liga BBVA peut, alors que sa soixante-dix-huitième édition débute, compter sur l'euphorie née du titre de Champion d'Europe acquis par l'Espagne durant l'été 2008, pour montrer d'une autre façon la suprématie du football espagnol, suprématie mise à mal la saison passée avec le succès des clubs anglais dans les coupes d'Europe.
Le contexte autour du titre est toujours le même, quel club pour empêcher un nouveau duel entre les deux ténors de la Liga, le FC Barcelone et le Real Madrid, qui depuis 24 ans n'ont laissé que quatre fois à d'autres le titre de champion d'Espagne.
Les bonnes performances de clubs comme le Villarreal CF ou l'Atlético Madrid, les deux autres formations qualifiées pour la Ligue des champions, laissent présager une lutte plus acharnée que jamais en tête de la Liga. D'autres clubs se distinguent, comme le Séville FC, régulier depuis quelques années. David Villa, l'une des stars de l'équipe espagnole à l'Euro 2008 en Autriche et en Suisse, reste au Valence CF qui vient de vivre une saison catastrophique (10e).
Bien entendu, on pourra aussi suivre avec intérêt le parcours du Getafe CF, impressionnant la saison passée en Coupe UEFA, ou encore l'Espanyol Barcelone, auteur de bonnes performances la saison précédente malgré une fin de championnat décevante. Il faudra également surveiller les promus, le Real Sporting de Gijón, le CD Numancia ou le Málaga CF qui arrive avec l'espoir de ne pas faire l'ascenseur entre Primera et Segunda.
Le coup d'envoi de la saison a été donné par la Supercoupe d'Espagne remporté par le Real Madrid face au Valence CF.

### Classement
Le classement est calculé sur le barème de points classique (victoire à 3 points, match nul à 1, défaite à 0).
Pour départager les égalités, on tient d'abord compte de la différence de buts particulière, puis la différence de buts générale, puis le nombre de buts marqués et enfin si la qualification ou relégation est en jeu, les deux équipes jouent une rencontre d'appui sur terrain neutre.

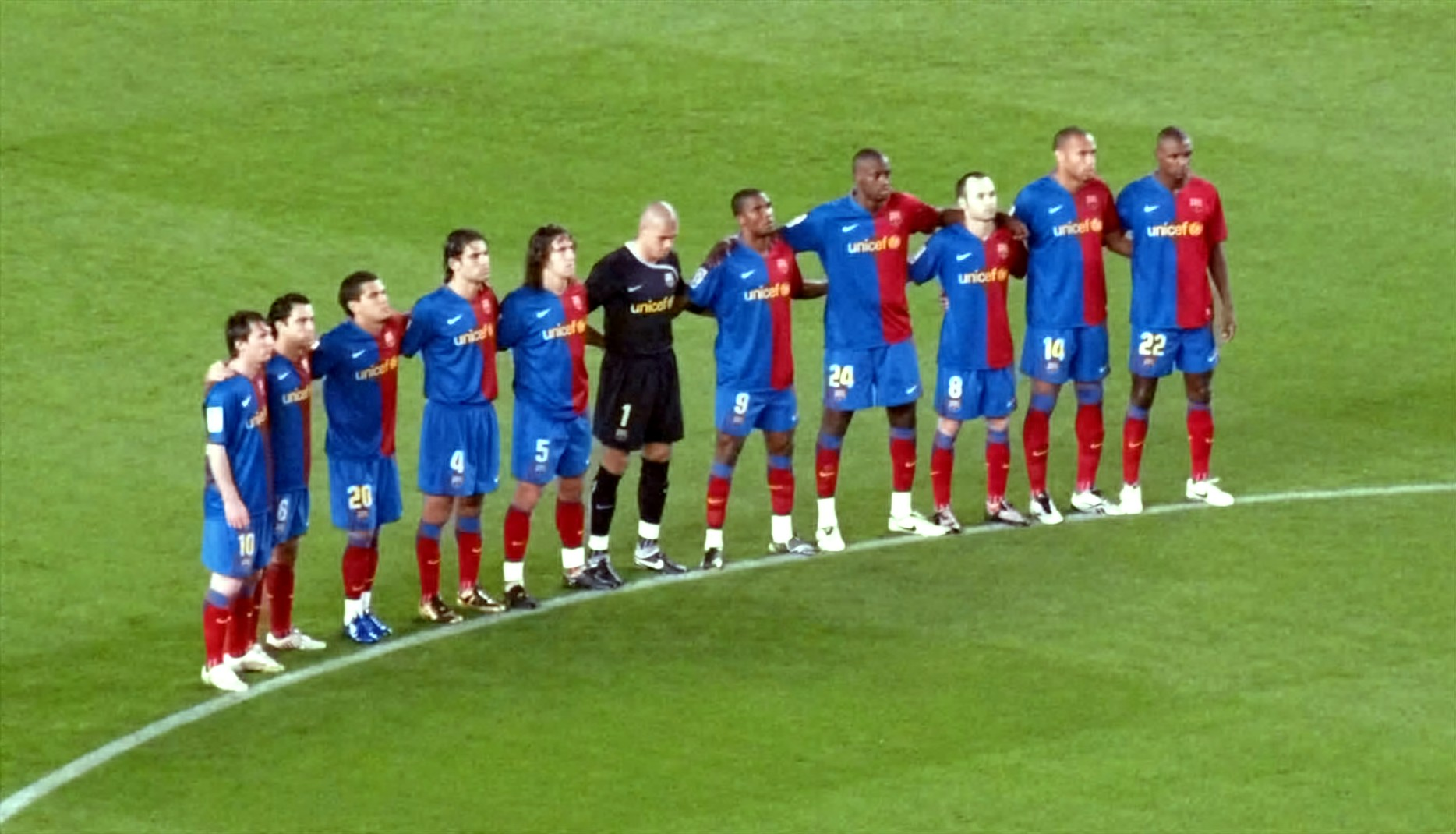
Le FC Barcelone avant le match aller contre l'UD Almería

| Rang | Équipe                   | Pts | J  | G  | N  | P  | Bp  | Bc | Diff |
| ---- | ------------------------ | --- | -- | -- | -- | -- | --- | -- | ---- |
| 1    | FC Barcelone C C1        | 87  | 38 | 27 | 6  | 5  | 105 | 35 | +70  |
| 2    | Real Madrid T S          | 78  | 38 | 25 | 3  | 10 | 83  | 52 | +31  |
| 3    | Séville FC               | 70  | 38 | 21 | 7  | 10 | 54  | 39 | +15  |
| 4    | Atlético Madrid          | 67  | 38 | 20 | 7  | 11 | 80  | 57 | +23  |
| 5    | Villarreal CF            | 65  | 38 | 18 | 11 | 9  | 61  | 54 | +7   |
| 6    | Valence CF               | 62  | 38 | 18 | 8  | 12 | 68  | 54 | +14  |
| 7    | Deportivo La Corogne     | 58  | 38 | 16 | 10 | 12 | 48  | 47 | +1   |
| 8    | Málaga CF P              | 55  | 38 | 15 | 10 | 13 | 55  | 59 | -4   |
| 9    | RCD Majorque             | 51  | 38 | 14 | 9  | 15 | 53  | 60 | -7   |
| 10   | Espanyol Barcelone       | 47  | 38 | 12 | 11 | 15 | 46  | 49 | -3   |
| 11   | UD Almería               | 46  | 38 | 13 | 7  | 18 | 45  | 61 | -16  |
| 12   | Racing Santander         | 46  | 38 | 12 | 10 | 16 | 49  | 48 | +1   |
| 13   | Athletic Bilbao          | 44  | 38 | 12 | 8  | 18 | 47  | 62 | -15  |
| 14   | Real Sporting de Gijón P | 43  | 38 | 14 | 1  | 23 | 47  | 79 | -32  |
| 15   | Real Valladolid          | 43  | 38 | 12 | 7  | 19 | 46  | 58 | -12  |
| 16   | Osasuna Pampelune        | 43  | 38 | 10 | 13 | 15 | 41  | 47 | -6   |
| 17   | Getafe CF                | 42  | 38 | 10 | 12 | 16 | 50  | 56 | -6   |
| 18   | Betis Séville            | 42  | 38 | 10 | 12 | 16 | 51  | 58 | -7   |
| 19   | CD Numancia P            | 35  | 38 | 10 | 5  | 23 | 38  | 69 | -31  |
| 20   | Recreativo Huelva        | 33  | 38 | 8  | 9  | 21 | 34  | 57 | -23  |

Qualifications européennes
Ligue des champions 2009-2010
- 1er 2e et 3e : phase de groupes
- 4e : tour de barrages pour non-champions

Ligue Europa 2009-2010
- 5e et 6e  : tour de barrages
- Finaliste C : 3e tour de qualification

Relégation
- 18e, 19e et 20e : relégation en Liga Adelante

Abréviations
- T : Tenant du titre
- P : Promus de Liga BBVA 2007-2008
- S : Vainqueur de la Supercoupe d'Espagne 2008
- C : Vainqueur de la Coupe du Roi 2008-2009
- C1 : Vainqueur de la Ligue des champions de l'UEFA 2008-2009

### Matchs
| Résultats (▼dom., ►ext.)                                   | Alm | Bil | AMa | Bar | BSé | Cor | EBa | Get | Mal | Num | Pam | San | RMa | Maj | Val | Hue | Sév | Gij | Val | Vil |
| UD Almería                                                 |     | 2-1 | 1-1 | 0-2 | 1-0 | 0-1 | 0-3 | 2-1 | 1-0 | 2-1 | 2-1 | 1-1 | 1-1 | 2-1 | 3-2 | 1-0 | 0-1 | 3-1 | 2-2 | 3-0 |
| Athletic Bilbao                                            | 1-3 |     | 1-4 | 0-1 | 1-0 | 0-1 | 1-1 | 0-1 | 3-2 | 2-0 | 2-0 | 2-1 | 2-5 | 2-1 | 2-0 | 1-1 | 1-2 | 3-0 | 3-2 | 1-4 |
| Atlético Madrid                                            | 3-0 | 2-3 |     | 4-3 | 2-0 | 4-1 | 3-2 | 1-1 | 4-0 | 3-0 | 2-4 | 4-1 | 1-2 | 2-0 | 1-2 | 4-0 | 0-1 | 3-1 | 1-0 | 3-2 |
| FC Barcelone                                               | 5-0 | 2-0 | 6-1 |     | 3-2 | 5-0 | 1-2 | 1-1 | 6-0 | 4-1 | 0-1 | 1-1 | 2-0 | 3-1 | 6-0 | 2-0 | 4-0 | 3-1 | 4-0 | 3-3 |
| Betis Séville                                              | 2-0 | 0-1 | 0-2 | 2-2 |     | 0-3 | 1-1 | 2-2 | 1-2 | 3-3 | 0-0 | 3-1 | 1-2 | 3-0 | 1-1 | 0-1 | 0-0 | 2-0 | 1-2 | 2-2 |
| Deportivo La Corogne                                       | 2-0 | 3-1 | 1-2 | 1-1 | 1-1 |     | 1-0 | 1-1 | 2-0 | 1-0 | 0-0 | 5-3 | 2-1 | 0-0 | 1-0 | 4-1 | 1-3 | 0-3 | 1-1 | 3-0 |
| Espanyol Barcelone                                         | 2-2 | 1-0 | 2-3 | 1-2 | 2-0 | 3-1 |     | 1-1 | 3-0 | 3-4 | 1-0 | 1-0 | 0-2 | 3-3 | 1-0 | 1-1 | 0-2 | 0-1 | 3-0 | 0-0 |
| Getafe CF                                                  | 2-2 | 1-1 | 1-2 | 0-1 | 0-0 | 1-2 | 1-1 |     | 1-2 | 1-0 | 3-0 | 0-1 | 3-1 | 4-1 | 1-0 | 2-1 | 0-2 | 5-1 | 0-3 | 1-2 |
| Málaga CF                                                  | 3-2 | 0-0 | 1-1 | 1-4 | 1-1 | 1-1 | 4-0 | 2-1 |     | 2-0 | 4-2 | 1-0 | 0-1 | 1-1 | 2-1 | 0-2 | 2-2 | 1-0 | 0-2 | 2-2 |
| CD Numancia                                                | 2-1 | 1-2 | 1-1 | 1-0 | 2-4 | 0-1 | 0-0 | 2-0 | 2-0 |     | 0-0 | 2-1 | 0-2 | 0-1 | 4-3 | 1-0 | 0-2 | 2-1 | 2-1 | 1-2 |
| Osasuna Pampelune                                          | 3-1 | 2-1 | 0-0 | 2-3 | 0-2 | 0-0 | 1-0 | 5-2 | 2-3 | 2-0 |     | 0-1 | 2-1 | 1-0 | 3-3 | 1-2 | 0-0 | 1-2 | 1-0 | 1-1 |
| Racing Santander                                           | 0-2 | 1-1 | 5-1 | 1-2 | 2-3 | 0-0 | 3-0 | 1-1 | 1-1 | 5-0 | 1-1 |     | 0-2 | 1-2 | 3-2 | 1-1 | 1-1 | 1-0 | 0-1 | 1-1 |
| Real Madrid                                                | 3-0 | 3-2 | 1-1 | 2-6 | 6-1 | 1-0 | 2-2 | 3-2 | 4-3 | 4-3 | 3-1 | 1-0 |     | 1-3 | 2-0 | 1-0 | 3-4 | 7-1 | 1-0 | 1-0 |
| RCD Majorque                                               | 2-0 | 3-3 | 2-0 | 2-1 | 3-3 | 1-1 | 3-0 | 2-1 | 2-2 | 2-0 | 1-1 | 1-0 | 0-3 |     | 2-0 | 2-3 | 0-0 | 0-2 | 3-1 | 2-3 |
| Real Valladolid                                            | 2-0 | 2-1 | 2-1 | 0-1 | 1-3 | 3-0 | 1-1 | 1-0 | 1-3 | 0-0 | 0-0 | 0-1 | 1-0 | 3-0 |     | 1-1 | 3-2 | 1-2 | 0-1 | 0-0 |
| Recreativo Huelva                                          | 1-1 | 1-1 | 0-3 | 0-2 | 1-0 | 1-2 | 0-1 | 1-1 | 0-4 | 3-1 | 1-0 | 0-1 | 0-1 | 2-4 | 2-3 |     | 0-1 | 2-0 | 1-1 | 1-2 |
| Séville FC                                                 | 2-1 | 4-0 | 1-0 | 0-3 | 1-2 | 1-0 | 2-0 | 0-1 | 0-1 | 1-0 | 1-1 | 0-2 | 2-4 | 3-1 | 4-1 | 1-0 |     | 4-3 | 0-0 | 1-0 |
| Real Sporting de Gijón                                     | 1-0 | 1-1 | 2-5 | 1-6 | 1-2 | 3-2 | 0-3 | 1-2 | 2-1 | 3-1 | 2-1 | 0-2 | 0-4 | 0-1 | 2-1 | 2-1 | 1-0 |     | 2-3 | 0-1 |
| Valence CF                                                 | 3-2 | 2-0 | 3-1 | 2-2 | 3-2 | 4-2 | 2-1 | 4-1 | 1-1 | 4-0 | 1-0 | 2-4 | 3-0 | 3-0 | 1-2 | 1-1 | 3-1 | 2-3 |     | 3-3 |
| Villarreal CF                                              | 2-1 | 2-0 | 4-4 | 1-2 | 2-1 | 1-0 | 1-0 | 3-3 | 0-2 | 2-1 | 1-1 | 2-0 | 3-2 | 2-0 | 0-3 | 2-1 | 0-2 | 2-1 | 3-1 |     |
| - Victoire à domicile - Match nul - Victoire à l'extérieur |     |     |     |     |     |     |     |     |     |     |     |     |     |     |     |     |     |     |     |     |

## Bilan de la saison
| Tableau d'Honneur    |              |
| Compétition          | Vainqueur    |
| Primera División     | FC Barcelone |
| Coupe du Roi         | FC Barcelone |
| Supercoupe d'Espagne | FC Barcelone |

| Qualifications européennes 2009-2010    |                                     |
| Ligue des champions                     | Qualifiés                           |
| Phase de Groupes                        | FC Barcelone Real Madrid Séville FC |
| Tour de barrages pour les non-champions | Atlético Madrid                     |
| Ligue Europa                            | Qualifiés                           |
| Tour de barrages                        | Villarreal CF Valence CF            |
| 3e tour de qualification                | Athletic Bilbao                     |

| Promotions et relégations |                                             |
| Relégués en Liga Adelante | CD Numancia Recreativo Huelva Betis Séville |
| Promus de Liga Adelante   | CD Tenerife Xerez CD Real Saragosse         |

## Statistiques

### Meilleur buteur
| Pos | Joueur       | Club            | Buts |
| --- | ------------ | --------------- | ---- |
| 1   | Diego Forlán | Atlético Madrid | 32   |
| 2   | Samuel Eto'o | FC Barcelone    | 30   |
| 3   | David Villa  | Valence CF      | 28   |

### Meilleur passeur
| Pos | Joueur       | Club         | Passes d |
| --- | ------------ | ------------ | -------- |
| 1   | Xavi         | FC Barcelone | 20       |
| 2   | Juan Mata    | Valence CF   | 13       |
| 3   | Lionel Messi | FC Barcelone | 11       |

## Prix LFP
La première cérémonie de remise des Prix LFP eut lieu à Madrid le 26 octobre 2009. Les lauréats furent les suivants :
| Catégorie           |               |              |
| Catégorie           | Joueur        | Équipe       |
| ------------------- | ------------- | ------------ |
| Meilleur joueur     | Lionel Messi  | FC Barcelone |
| Meilleur entraîneur | Pep Guardiola | FC Barcelone |
| Meilleur gardien    | Iker Casillas | Real Madrid  |